# Geli Eli Beg

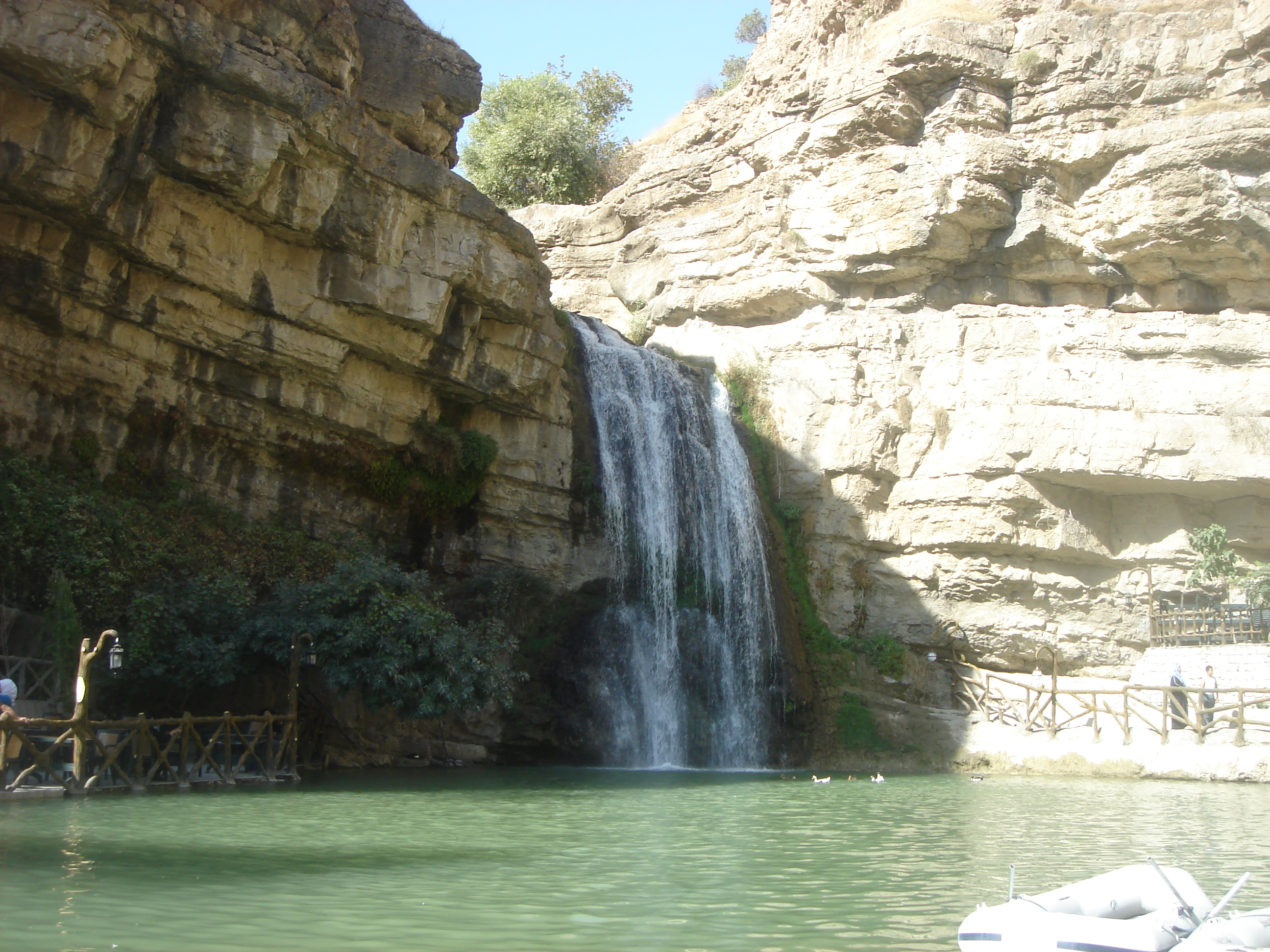
Geli Eli Beg

Geli Eli Beg (Kurdiska گەلی عەلی بەگ) är ett vattenfall i provinsen Erbil i norra Irak, Geli Eli Beg är belägen cirka 130 kilometer nordost om Erbil.